# Eurostar (Eurotunnel)
Eurostar è il servizio ferroviario ad alta velocità che collega Londra a Parigi e Bruxelles attraverso il tunnel della Manica, la galleria sottomarina che attraversa il canale della Manica.

## Percorso
Le sezioni francesi e belghe del percorso utilizzano le stesse linee ferroviarie ad alta velocità del TGV e del Thalys, mentre in Inghilterra è stata costruita appositamente una linea ad alta velocità con le stesse caratteristiche di quelle francesi e belghe, denominata High Speed 1.
Dal 14 novembre 2007, bastano 2 ore e 15 minuti per percorrere gli oltre 500 km che separano la stazione di Paris Nord da London St. Pancras International. Invece, per coprire la distanza che separa la stazione Bruxelles-Midi da Londra, l'Eurostar impiega poco più di 2 ore, di cui 15 minuti nel tunnel.
Oltre alle tre città di destinazione, alcuni treni Eurostar fermano anche ad Ashford International nel Kent e a Lilla, nel nord della Francia. Dal 2007, tutti i treni Eurostar arrivano a Londra alla stazione di St. Pancras International (la compagnia aveva intenzione di mantenere alcuni servizi presso la stazione di Waterloo, ma ha dovuto desistere a causa dei costi elevati della soluzione).
Alcuni treni servono anche la nuova stazione di Ebbsfleet International nei pressi di Dartford nel nord-est del Kent e serviranno in un prossimo futuro Stratford International nell'est di Londra.

## Storia
I primi treni Eurostar economicamente remunerativi iniziarono a viaggiare nel novembre del 1994. Eurostar ha conseguito una quota dominante di mercato nelle tratte servite, il 68% sulla Londra-Parigi e il 63% sulla Londra-Bruxelles (riferite a novembre 2004). L'azienda fa notare che tale numero di passeggeri rappresenta un risparmio di 393.000 voli a corto raggio e della relativa produzione di anidride carbonica.

## Organizzazione
I servizi Eurostar sono gestiti da un gestore unico, l'Eurostar Group. In ogni paese l'azienda consorziata assicura l'operatività del servizio:
- in Belgio — SNCB
- in Francia — SNCF
- nel Regno Unito — Eurostar (U.K.) Ltd. o (EUKL)
  - EUKL è gestita (sotto contratto) da InterCapital and Regional Rail (ICRR), un consorzio composto da:
    - National Express Group (40%),
    - SNCF (35%)
    - SNCB (15%)
    - British Airways (10%).

## Informazioni aggiuntive

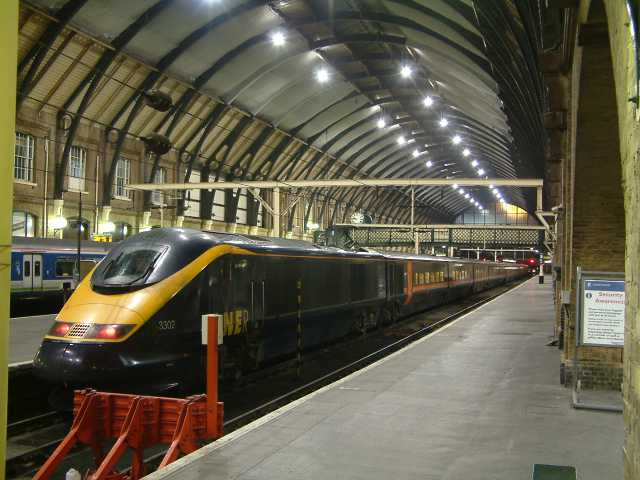
Treno GNER "White Rose" alla stazione di King' Cross

- I treni sono lunghi 400 metri, pesano 800 tonnellate e trasportano fino a 750 passeggeri in 18 carrozze (14 carrozze per i 7 convogli regionali britannici). In caso di incidente nel tunnel sottomarino della Manica, i treni possono essere divisi in due in modo da permettere l'evacuazione dei passeggeri sulle carrozze non danneggiate.
- In Gran Bretagna, i treni sono classificati come unità British Rail Class 373 e sono stati costruiti da GEC-Alsthom (ora Alstom) negli stabilimenti di La Rochelle (Francia), Belfort (Francia) e Washwood Heath (Inghilterra). Possono viaggiare su una terza rotaia e a vari voltaggi della linea aerea di alimentazione, raggiungendo la velocità massima in servizio di 300 km/h quando sono alimentati da tensione a 25 kV. Sono essenzialmente TGV modificati ed alcuni treni Eurostar non necessari per i servizi sotto la Manica sono ora usati nel regolare servizio TGV della SNCF.

Nel luglio 2003, un treno Eurostar ha stabilito un nuovo record di velocità per la Gran Bretagna di 334.7 km/h durante un test di sicurezza sulla prima sezione del CTRL. Questa sezione ha aperto i servizi commerciali nel settembre 2003 ed ha aiutato ad aumentare il numero dei passeggeri del 20% accorciando il viaggio di 20 minuti.
- I 27 convogli Eurostar sono stati rinnovati con nuovi interni, progettati da Philippe Starck, a partire dal settembre 2004. La colorazione grigio-giallo (in seconda classe) e quella grigio-rossa (in prima classe e prima classe Premium) sono state sostituite rispettivamente con accostamenti grigio-marrone e grigio-arancione bruciato. La prima classe Premium è stata soppressa nel settembre 2005 così da semplificare la struttura tariffaria.
- Eurostar fa servizio anche da Disneyland Paris, ad Avignone in estate, e - nella stagione sciistica - a Bourg-Saint-Maurice, Aime-la-Plagne e Moûtiers, nelle Alpi francesi. All'inizio si volevano creare "Eurostar regionali", servizi diretti per Parigi e Bruxelles da città nel Regno Unito diverse da Londra. Ciò non si è provato fosse economicamente valido, ma alcuni treni Eurostar più corti destinati a quel servizio sono ora usati da GNER (la Great North Eastern Railway) interamente in territorio britannico, sulla East Coast Main Line dalla stazione londinese di King's Cross a Leeds. Neppure i treni notte 'Nightstar' fatti per i collegamenti internazionali sono stati usati, e sono stati venduti a VIA Rail in Canada, che li ha chiamati Renaissance Cars .
- Eurotunnel, l'azienda che ha costruito e gestisce il tunnel sottomarino della Manica è un'entità completamente separata da Eurostar.